# 螺旋鍬形海螄螺
螺旋鍬形海螄螺（学名：Epitonium christyi）为海螄螺科海螄螺屬下的一个种。